# Thecadactylus rapicauda
Espèce
Synonymes
- Gekko rapicauda Houttuyn, 1782
- Stellio perfoliatus Schneider, 1792
- Gekko laevis Daudin, 1802
- Gekko surinamensis Daudin, 1802
- Platydactylus theconyx Duméril & Bibron, 1836
- Pachydactylus tristis Hallowel, 1854
- Thecadactylus rapicaudus (Houttuyn, 1782)

Thecadactylus rapicauda est une espèce de geckos de la famille des Phyllodactylidae.

## Dénominations
Il est appelé « grand mabouya collant » dans les Antilles françaises.

## Caractéristiques
C'est un gecko à l'aspect assez fin, avec des pattes épaisses et surtout des doigts très larges, munis de setæ.

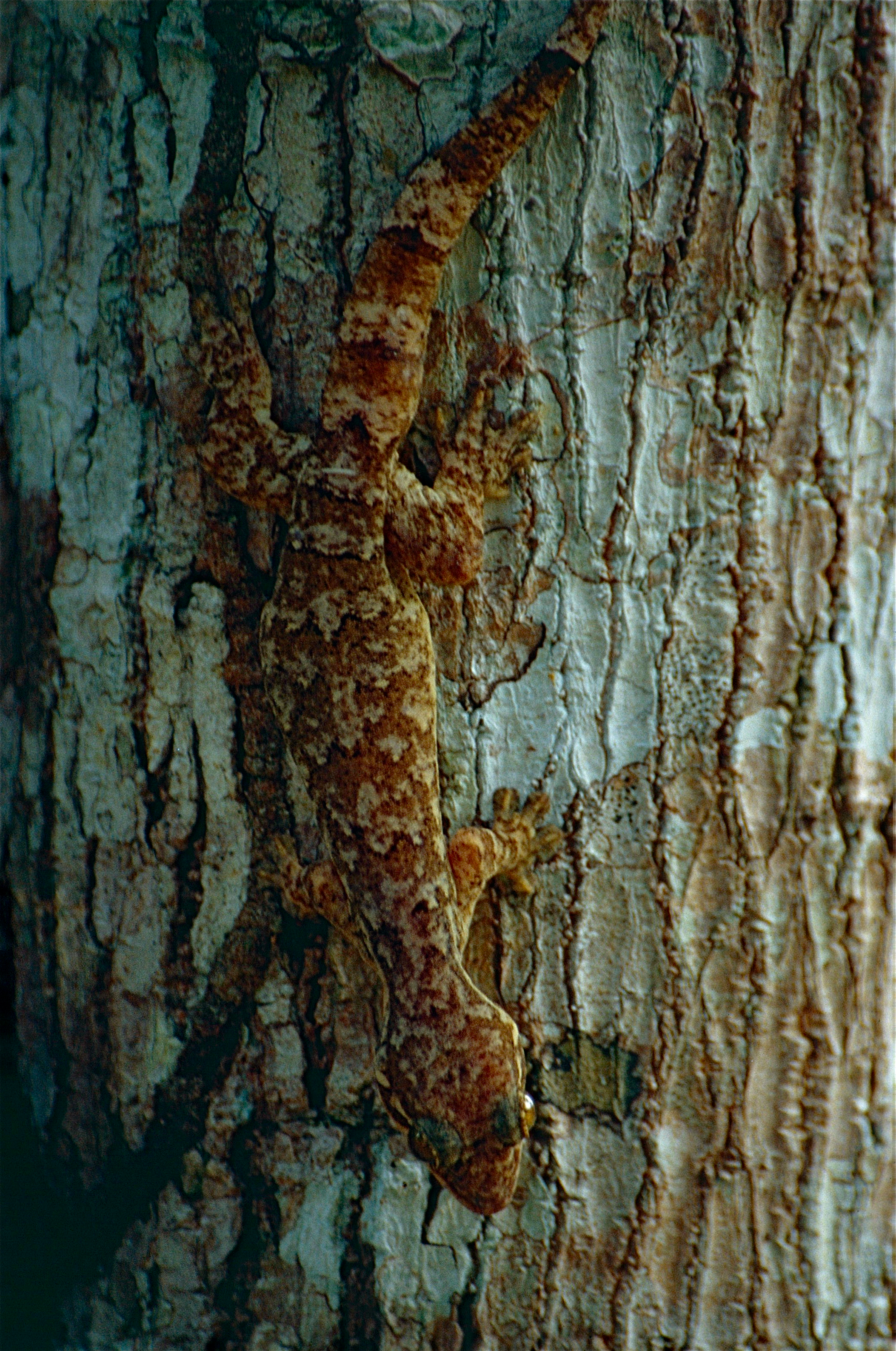
Thecadactylus rapicauda (Guyane, France)

Le dos est en alternance brun foncé et clair, voir beige, avec des bandes transversales irrégulières. Les côtés sont marron-gris, avec une bande latérale plus claire qui remonte jusqu'à l'œil.
Cette espèce peut changer de couleur (principalement devenir plus sombre ou plus clair pour absorber plus ou moins la chaleur).
Ce gecko est également capable de vocaliser.

## Écologie et comportement

### Alimentation
Ce reptile se nourrit d'insectes (blattes et autres) et parfois de petits scorpions, pratique aussi le cannibalisme en mangeant d'autres individus plus petits.

### Reproduction
Les femelles pondent un ou deux œufs à intervalles rapprochés.

## Habitat et répartition
Cette espèce se rencontre :
- au Mexique dans les États du Yucatán et de Campeche ;
- en Amérique centrale ;
- dans les îles de  Trinité, de Bonaire, de Curaçao, d'Aruba, d'Antigua, de Margarita et de Barbuda ainsi que dans les îles de la Baie ;
- en Colombie ;
- en Guyane ;
- au Suriname ;
- au Guyana ;
- au Venezuela ;
- en Martinique et dans d'autres îles des Petites Antilles ;
- au Brésil dans les États d'Amapá, du Pará, d'Amazonas, de Roraima, du Rondônia et d'Acre.

## Classification
C'est une espèce de geckos de la famille des Phyllodactylidae.

## Publication originale
- Houttuyn, 1782 : Het onderscheidt der Salamanderen van de Haagdissen in't algemeen, en van de Gekkoos in't byzone aangetoond. Nieuwe Verhandelingen van het Zeeuwsch Genootschap der Wetenschappen, vol. 9, p. 305-336 (texte intégral).